# Partido Comunista Sudafricano
El Partido Comunista Sudafricano (SACP, en inglés: South African Communist Party) es un partido político de Sudáfrica fundado en 1921 y que, junto al Congreso Nacional Africano (ANC) y a la central sindical COSATU, forma la alianza política tripartita que gobierna el país desde la caída del régimen del apartheid en 1994. El SACP nunca ha concurrido en solitario a ninguna de las elecciones democráticas en la Historia de Sudáfrica.

## Historia
El SACP recibió en sus orígenes en 1921 la denominación de Communist Party of South Africa (CPSA) por parte de los activistas trabajadores blancos que lo fundaron, siendo entonces el primer partido de orientación marxista-leninista creado en África. Anteriormente, el Congreso Nacional Africano (ANC) había sido fundado en 1912, mientras que la Internacional Comunista comenzó su historia en 1919 al ser convocada por Lenin.
Bajo las instrucciones de la Internacional Comunista, la africanización y la entrada de activistas negros que tendría lugar en 1924, ya en 1928 el 90 % de sus miembros eran negros. Nuevamente, tras el VI Congreso de la Internacional Comunista, el CPSA sufrió en la década de 1930 luchas internas que provocaron la expulsión de miembros veteranos y su división.[cita requerida]
Ante la difícil cuestión de la relación entre la opresión colonial y la explotación de clase, el Partido Comunista desarrolló el concepto de "colonialismo de tipo especial", en el que los colonos y los colonizados cohabitan el mismo territorio, una teoría elaborada en el documento "El camino hacia la libertad de Sudáfrica".
Tras el final de la Segunda Guerra Mundial y en el contexto de la Guerra Fría, el CPSA sería ilegalizado en 1950, lo que provocaría su refundación en la clandestinidad con la denominación de SACP (South African Communist Party) en 1953 y la adopción de un nuevo programa en 1962.
Durante la segunda mitad de la década de 1960, cientos de miembros y destacados activistas comunistas sudafricanos sufrieron pena de cárcel por parte de las autoridades del Gobierno sudafricano.
En 1989 se celebra el VII Congreso del SACP que adoptará, a la sombra de la perestroika, un nuevo programa.
En 1990 el SACP fue legalizado y celebrado en una masiva concentración en Soweto.
Cuando se celebraron las primeras elecciones democráticas en 1994, el SACP concurrió dentro de las listas del Congreso Nacional Africano, con el que ha mantenido la alianza hasta las elecciones de 2009, participando en los sucesivos gobiernos desde entonces.

## Secretarios generales
- 1921: William H. Andrews
- 1925: Jimmy Shields
- 1929: Douglas Wolton[6]
- 1929: Albert Nzula[7]
- 1932: John B. Marks[7]
- 1933: Moses Kotane[7]
- 1936: Edwin Thabo Mofutsanyana[7]
- 1938: Moses Kotane[7]
- 1978: Moses Mabhida
- 1984: Joe Slovo
- 1991: Chris Hani
- 1993: Charles Nqakula
- 1998: Blade Nzimande